# Tentaciones de san Jerónimo (Zurbarán)
Tentaciones de san Jerónimo es una obra de Francisco de Zurbarán, perteneciente a una serie de tres pinturas de este pintor, en la capilla de san Jerónimo, del Real Monasterio de Santa María de Guadalupe. 

## Introducción
En 1638, Zurbarán pintó —para el Monasterio de Guadalupe— la Misa del padre Cabañuelas, demostrando su habilidad para representar temas inéditos.Al año siguiente, se le encargaron otros siete lienzos, también para la sacristía del monasterio. Zurbarán realizó también, para la capilla de san Jerónimo —adyacente a la sacristía— otras tres obras: el presente lienzo, la Flagelación de san Jerónimo y la Apoteosis de san Jerónimo, que deben ser posteriores a las otrasya que se conserva un documento fechado en Guadalupe el año 1646 que, con toda probabilidad, se refiere al pago de una de dichas tres pinturas.

## Tema de la obra
En una carta, Jerónimo relató las tentaciones que sufrió en el desierto durante un retiro espiritual: "En el desierto salvaje y árido...mi imaginación hacía que me pareciera estar en medio de las fiestas mundanas de Roma... me imaginaba estar en los bailes contemplando a las bailarinas. Los malos deseos me atormentaban noche y día...hasta que al fin, sintiéndome impotente ante tan grandes enemigos, me arrodillé llorando ante Jesús crucificado".

## Descripción de la obra

#### Datos técnicos y registrales
- Guadalupe, Capilla de San Jerónimo;
- Pintura al óleo sobre lienzo;
- Dimensiones: 235 x 290 cm;
- Datación: 1640-1643 ca.;
- Restaurado por el ICRBC en 1992-1993;[5]
- Catalogado por Odile Delenda con el número 166 y por Tiziana Frati con el 284.[6]

#### Análisis de la obra
La composición presenta dos partes iguales. La izquierda está ocupada por la figura de san Jerónimo, vuelto hacia el espectador, rechazando con ambas manos la visión de las tentadoras. El anciano santo aparece semidesnudo, calvo y barbudo, el cuerpo demacrado, con los pies y manos arrugados y resecos tras varias jornadas bajo el sol. Esta figura muestra un tratamiento de la luz, gesto, colorido y tipo físico que recuerdan a Ribera, mientras que el tratamiento de los pliegues y el modelado son típicos de Zurbarán. También es propia de Zurbarán la magnífica vanitas, con un tintero con una pluma de oca —que remite a su traducción de la Vulgata— y libros de páginas dobladas, algunos sobre un cráneo, todo ello iluminado desde la izquierda y conformando un suntuoso bodegón.
En la parte derecha, aparece un compacto grupo de seis jóvenes —morenas y con elegantes peinados— cuya belleza y refinada elegancia recuerdan al conjunto de las llamadas Santas de Zurbarán. La joven de la izquierda está casi de espaldas al espectador, y con el rostro de perfil. Toca la guitarra y viste un corpiño de color ocre dorado sobre una amplia basquiña de delicado color chocolate. A la derecha —vuelta hacia el espectador— una muchacha toca el arpa. Lleva un vestido de rojo vivo sobre una falda de azul muy oscuro, adornada con un galón dorado, y un echarpe verde azulado —terminado en un gran lazo— un collar de perlas y otras perlas en el cabello. Detrás de ambas figuras, cuatro rostros de otras jóvenes. La de la derecha y la de la izquierda tocan el laúd, las del centro parecen cantantes.

## Procedencia
1. Ha permanecido siempre in situ, en la capilla de san Jerónimo, del Real Monasterio de Santa María de Guadalupe,